# سبزقبای هندی
سبزقبای هندی (نام علمی: Coracias benghalensis) گونه‌ای سبزقبا است که در مناطق گسترده‌ای از جنوب‌شرق آسیا تا غرب در جنوب ایران و عراق زندگی می‌کند. در جنوب کرمان و یزد (کلاغ سوزو) هم نام دارد. در زبان گیلکی بدان کوکلاچ (کلاغ کوه) می‌گویند. آن‌ها را به تعداد زیاد می‌توان در علفزارها و بوته‌زارهای گسترده یافت. این پرندگان کوچ نمی‌کنند، اگرچه در هر فصل جابجایی منطقه‌ای دارند.

## ویژگی‌های ظاهری
طول بدن سبزقبای هندی در حدود ۳۰ سانتی‌متر است. تارک این پرنده سبز مایل به آبی است و دو سوی سر، گلو و بخش بالای سینه‌اش قهوه‌ای مایل به صورتی با رگه‌های سفید نامشخص است. پس‌سر و جبه‌اش قهوه‌ای است و اثری از رنگ سبز در آن دیده می‌شود. بال‌ها و دم سبزقبا طرح آبی کمرنگ و بنفش پررنگ دارند که تضاد آن‌ها بیش از رنگ‌های دم سبزقبای وراج است.

## زیستگاه
سبزقبای هندی در مناطق باز با بوته‌ها و درخت‌های پراکنده، زمین‌های کشاورزی و نخلستان‌ها زندگی می‌کند. او آشیانه خود را در سوراخ تنهٔ درختان می‌سازد. در ایران بومی و فراوان است و بیشتر در مناطق جنوبی کشور دیده می‌شود.